# UTC+04:00

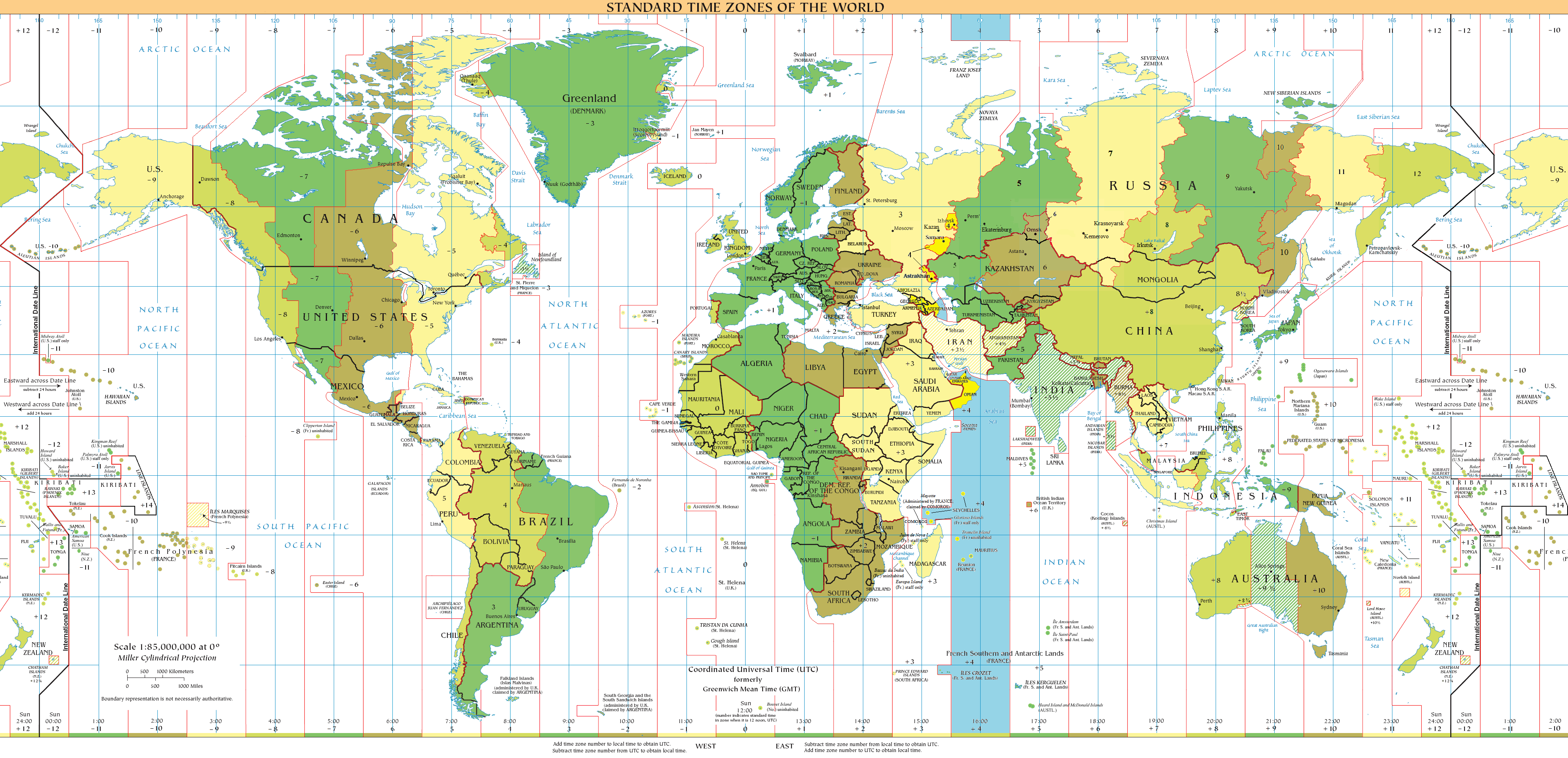
UTC+04:00

UTC+04:00 (D – Delta) – strefa czasowa, odpowiadająca czasowi słonecznemu południka 60°E.
W strefie znajdują się m.in. Baku, Dubaj, Erywań, Samara i Tbilisi.

## Strefa całoroczna
Afryka:
- Reunion
- Mauritius
- Seszele

Azja:
- Armenia
- Azerbejdżan
- Oman
- Zjednoczone Emiraty Arabskie

Europa:
- Gruzja
- Rosja (obwód samarski i Udmurcja)

Ocean Indyjski:
- Francuskie Terytoria Południowe i Antarktyczne (Wyspy Crozeta)